# Robert Adler (Schauspieler)
Robert „Bob“ Adler (* 24. März 1906 in Hoboken, New Jersey; † 19. Dezember 1987 in Glendale, Kalifornien) war ein US-amerikanischer Schauspieler.
Robert Alder gab sein Filmdebüt im Jahr 1943 und trat fortan in Filmen wie Faustrecht der Prärie auf. Die Zeit, in der Adler im Laufe seiner Schauspielkarriere am vielbeschäftigsten war, waren die 1950er-Jahre. Er spielte in vielen Westernfilmen wie Faustrecht der Prärie, A Ticket to Tomahawk, Vorposten in Wildwest, Die Geier von Carson City, Der Rächer wartet schon und Der neue Sheriff, aber auch in Abenteuerfilmen und Komödien. Der schnurrbärtige Darsteller markanten Gesichtszügen spielte dabei in kleineren Rollen so unterschiedliche Rollen wie Sheriffs, Dorfbewohner, Kutscher, Ranchmitarbeiter und Banditen. Außerhalb des Westerngenres verkörperte er mehrfach Figuren der Arbeiterklasse.
Nach dem Film Warlock Ende der 1950s trat Adler nur noch überwiegend in Fernsehserien auf, nachdem er zuvor nur selten für das Fernsehen gedreht hatte. Er spielte beispielsweise in den Serienklassikern Rauchende Colts, Bonanza, The Time Tunnel, Tausend Meilen Staub und Batman mit. Adlers letzter Film war typischerweise ein Western, Sam Whiskey von 1969 mit Burt Reynolds. Nach einer Gastrolle in der Serie Medical Center zog er sich von der Schauspielerei zurück.
Er starb 1987 81-jährig in Kalifornien.

## Filmografie (Auswahl)
- 1945: Mord in der Hochzeitsnacht (Fallen Angel)
- 1945: Jahrmarkt der Liebe (State Fair)
- 1946: Faustrecht der Prärie (My Darling Clementine)
- 1946: Smoky, König der Prärie (Smoky)
- 1948: Green Grass of Wyoming
- 1948: Kennwort 777 (Call Northside 777)
- 1948: Herrin der toten Stadt (Yellow Sky)
- 1948: Rache ohne Gnade (Fury at Furnace Creek)
- 1948: Eine Dachkammer für zwei (Apartment for Peggy)
- 1949: Dancing in the Dark
- 1949: Seemannslos (Down to the Sea in Ships)
- 1950: A Ticket to Tomahawk
- 1950: Der gebrochene Pfeil (Broken Arrow)
- 1950: Der Haß ist blind (No Way Out)
- 1950: Vorposten in Wildwest (Two Flags West)
- 1951: Zwei in der Falle (Rawhide)
- 1951: Froschmänner (The Frogmen)
- 1951: Golden Girl
- 1952: Die Legion der Verdammten (Les Miserables)
- 1952: Lockruf der Wildnis (Lure of the Wilderness)
- 1952: Die Frau des Banditen (The Outcasts of Poker Flat)
- 1953: Wie angelt man sich einen Millionär? (How to Marry a Millionaire)
- 1954: Prinz Eisenherz (Prince Valiant)
- 1954: Rhythmus im Blut (There's No Business Like Show Business)
- 1955: Drei Rivalen (The Tall Men)
- 1956: Pulverdampf und heiße Lieder (Love Me Tender)
- 1957: Glut unter der Asche (Peyton Place)
- 1958: Der lange heiße Sommer (The Long Hot Summer)
- 1958: Bravados (The Bravados)
- 1959: Die Reise zum Mittelpunkt der Erde (Journey to the Center of the Earth)
- 1959: Warlock (Warlock)
- 1960: Das Buch Ruth (The Story of Ruth)
- 1964: Wiegenlied für eine Leiche (Hush… Hush, Sweet Charlotte)
- 1966: Batman hält die Welt in Atem (Batman)
- 1968: Bandolero (Bandolero!)
- 1969: Sam Whiskey